# آن ماري بيرغلوند
آن ماري بيرغلوند  (بالسويدية: Anne-Marie Berglund)‏ (من مواليد 31 يناير 1952 في هلسنكي) شاعرة وروائية وكاتبة قصص قصيرة وفنانة تصويرية.

## روابط خارجية
- آن ماري بيرغلوند على موقع IMDb (الإنجليزية)
- آن ماري بيرغلوند على موقع قاعدة بيانات الفيلم (الإنجليزية)